# Colônia do Rio Swan

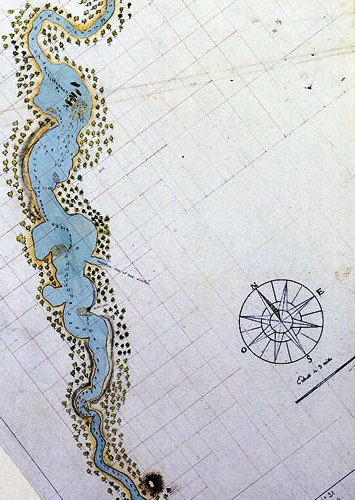
Colônia do Rio Swan

A Colônia do Rio Swan (em inglês: Swan River Colony) também conhecida como Assentamento do Rio Swan, ou apenas Rio Swan, foi uma colônia britânica estabelecida em 1829 no Rio Swan, atual estado da Austrália Ocidental.
O nome era uma metonímia para Austrália Ocidental. Em 1832, a colônia foi renomeada como Colônia da Austrália Ocidental, quando o tenente-governador, fundador da colônia, capitão James Stirling, recebeu tardiamente sua comissão. No entanto, o nome "Colônia do Rio Swan" permaneceu em uso informal por muitos anos.